# Pop Rock FM
Pop Rock FM foi uma estação de rádio FM brasileira que junto com a Ulbra TV constituiu a rede de comunicação Ulbracom. Voltada para o público jovem, era, nas décadas de 1990 e 2000, uma das três rádios rock da Grande Porto Alegre, juntamente com a Unisinos FM e a Ipanema FM. A rádio possuía sua  matriz localizada cidade de Canoas, na região metropolitana de Porto Alegre e retransmitia sua programação para outras regiões do estado do Rio Grande do Sul. Seu principal programa foi o Cafezinho.
Foi substituída no dia 20 de setembro de 2013 pela Mix FM Porto Alegre, mantendo sua base de comunicadores e o já tradicional Cafezinho.

## História
A conhecida "Rádio da Ulbra" foi inaugurada no dia 22 de julho de 1988 na cidade de Canoas pelo reitor da universidade, Ruben Becker. Na época com o nome Felusp FM (sigla da Fundação Educacional Luterana São Paulo) e o slogan "A onda que você esperava" a estação que operava nos 88.9 MHz começou sua jornada. Dois anos depois a emissora migrava para os 107.1 MHz, onde continua até hoje na Grande Porto Alegre.
Em 1992, o então gerente da rádio, Roberto Coconut, deu lugar ao jornalista e fundador da Ipanema FM, Mauro Borba, a convite da diretora da Assessoria de Comunicação Social da Ulbra, Sirlei Dias Gomes. A universidade começava a investir na área de radiodifusão, e um dos primeiro passos para isso foi trocar o nome da emissora, já que Felusp não soava tão comercial. Então surgiu a 107.1 FM.
Em abril de 1997, a rádio passava a se chamar Pop Rock FM, que agradou mais ao público. A rádio com isso ganhava uma nova imagem, mais jovial, uma nova programação e também firmava acordo com novos comunicadores. No mesmo ano ocorria uma importante contratação por parte de Leandro Becker, vice-reitor da Ulbra, chegava para o time Alexandre Fetter, até então locutor da concorrente Atlântida FM do Grupo RBS. Em novembro do mesmo ano Fetter fundava junto com Arthur de Faria, Celso Garavelo e Mauro Borba o programa que é considerado o carro-chefe da programação até hoje, o Cafezinho, que vem a ser um bate-papo decompromissado entre os locutores e com a participação do público. O programa diário fez tanto sucesso que ganhou uma segunda edição, o Café das Cinco.
Mas março de 2007 guardava uma surpresa aos ouvintes e até alguns funcionários. A data marcava um novo momento da "Rádio da Galera" (atual slogan): pela primeira vez, desde que a denominação Pop Rock foi adotada, Alexandre Fetter não se fazia presente, o locutor voltaria para a Atlântida FM levando outros dois comunicadores com ele, Cagê e Mauricio Amaral. Mas a crise durou pouco, pois a rádio fez contratações de peso como por exemplo Adriano Domingues, que havia saído da Cidade FM, além de Simone Cabral e Eron Dalmolin que já fizeram parte do elenco da Atlântida. Ainda em 2007, no mês de julho, a Pop Rock 107.1, emissora matriz de uma rede com várias retransmissoras espalhadas pelo Rio Grande do Sul, anunciava uma mudança significativa, a estação deixava de transmitir sua programação a partir do campus Canoas da Ulbra para operar a partir do centro de Porto Alegre, onde se torna mais acessível aos seus ouvintes e anunciantes.
Com a crise da Ulbra entre 2007 e 2008, a Pop Rock acabou perdendo boa parte de sua audiência e faturamento de outrora, resultando na saída de muitos comunicadores e na extinção do Cafezinho das 17h, das jornadas esportivas e de programas conhecidos (Boys Don't Cry e Garajão Pop Rock; versão em rádio do programa da Ulbra TV), restando apenas sua programação musical. Já em março de 2008 estreava o novo diretor de programação da rádio (cargo antes ocupado por Fetter e Paulo Inchauspe). Thadeu Malta assumiu a função, e em abril já colocava no ar uma de suas apostas fortes para a Pop Rock, A Máquina do Cafezinho, transmitindo mais de 40 partidas da dupla Grenal naquele ano, um grande case no FM, que incomodou não só a concorrência direta, mas também sacudiu até a Rádio Gaucha. Thadeu Malta permaneceu no cargo até a extinção do mesmo (um dos rescaldos da crise da Ulbra)em fevereiro de 2009. A partir daí, Mauro Borba passou a acumular a função, junto a um colegiado de membros da emissora, entre eles Eduardo Santos, demitido meses antes da Ipanema e que chegava a Pop Rock. Mauro trouxe Sabrina Homrich e Dani Hill que estavam na Ipanema. A Radio neste mesmo ano teve a saída de um dos comediantes da emissora, Eron Dalmolin que assumiu a Ipanema FM substituindo Marcelo Ferla que foi para a OI FM. Eron foi substituído pelo Ator, Produtor, Comediante e agora comunicador, Cris Pereira, do Stand Up Primeiro as Damas. Durante um período de 2009 a 2010, a emissora experimentou uma nova fase, passando a focar menos em hits do momento e apostando em clássicos do Pop e do Rock, além de uma programação alternativa, alheia a de seus concorrentes diretos (Atlântida e Jovem Pan 2) e semelhante a de concorrentes não-diretos (Ipanema e a extinta Oi FM).
Em 1 de Novembro de 2010, Márcio Paz anunciou que havia sido demitido da rádio através do seu Twitter. Junto a ele, somaram-se as demissões de Simone Cabral, Ricardão Padão e Adriano Domingues, ambas anunciadas em 22 de Outubro através desta mesma rede social. Em dezembro foram anunciadas duas mudanças: a de programação, retornando aos hits do rádio jovem gaúcho, brasileiro e mundial, e a de sede, que ocupa hoje o prédio do desativado Museu de Tecnologia da ULBRA. Em junho de 2011, perdem a afiliada Pop Rock Serra, uma das principais da rede e que cobria um ponto estratégico de audiência (Gramado, Caxias, São Francisco de Paula entre outros municípios), e anunciam o retorno de Simone Cabral aos microfones da emissora.
Em fevereiro de 2012 quem deixa a rádio é Ramiro Ruschel, contratado pelo Grupo RBS para narrar jogos no PFC e da TVCOM. Com a saída desse, quem retornou foi Eron Dalmolin, depois de 2 anos no Grupo Bandeirantes. Gustavo B. Rock também voltara a rádio, além da contratação do repórter Luciano "Lucho" Silveira (ex-Rádio Guaíba) e Mauricio Trilha (ex-Esporte Interativo) para a Máquina do Cafezinho. Um novo programa foi criado, "Refri, Cerveja e Água" (tradicional grito de vendedores ambulantes de bebidas em estádios e arredores). Quem também passa a integrar o casting de comunicadores da rádio é Oswaldo Júnior, popularmente conhecido como Piá, conceituado DJ e comunicador que dá ênfase à Black Music, demitido da Ipanema FM pouco tempo antes. Em maio a Rede Pop Rock de rádios retorna a crescer, com o início da afiliação da Acústica FM de Camaquã, que possui programação jovem semelhante a da matriz, mas que retransmite somente o Cafezinho e a Máquina do Cafezinho, mantendo seu nome e padrão artístico normalmente. Em julho Eron Dalmolin sai da rádio e anuncia sua volta à Rede Bandeirantes.
Em agosto de 2013, com o agravamento financeiro, a Ulbra inicia uma parceria com o Grupo Mix de Comunicação, que extinguira a Pop Rock da Grande POA para dar lugar a mais nova afiliada da Mix FM, que aconteceu em 20 de setembro de 2013. A nova parceria serve para acirrar a disputa pelo mercado jovem e para inserir a Mix FM Poa em definitivo no Rio Grande do Sul (houve uma tentativa para levar a Mix para a zona Sul do estado, através de uma emissora em São Lourenço do Sul, porém, sem ir adiante).